# Anastrepha doryphoros
Anastrepha doryphoros är en tvåvingeart som beskrevs av Stone 1942. Anastrepha doryphoros ingår i släktet Anastrepha och familjen borrflugor. Inga underarter finns listade i Catalogue of Life.